# Philippe Borrel
Philippe Borrel (né le 12 mai 1966 à Grenoble), est un auteur-réalisateur, journaliste reporter d'images et documentariste français,,,. La plupart de ses films documentaires ont été primés dans des festivals français ou internationaux, et ont été diffusés sur des chaînes publiques de télévision : cinq sur Arte, quatre sur France 5 et un sur Canal Plus,,. Ils sont principalement consacrés aux dystopies et aux utopies de notre époque, sujets qu'il a choisi de filmer en immersion dans la durée (une année voire deux) avec une approche subjective, en partie inspirée du journalisme gonzo, imaginé en 1970 par le journaliste et écrivain américain Hunter S. Thompson.

## Biographie
Diplômé du Centre de formation des journalistes en 1990 (spécialisation Journaliste Reporter d'Images - JRI), il a aussi été élève à Sciences-Po Paris de 1985 à 1988,, après avoir étudié une première année de sciences-politiques à l'IEP Grenoble de 1984 à 1985.
Depuis 1990, Philippe Borrel a sillonné de nombreuses fois la planète en privilégiant toujours les histoires les plus humaines, réalisant au long cours des documentaires et des reportages diffusés dans les cases magazines ou documentaires d'Arte, de France 2, de France 3, de France 5, de M6 et de Canal Plus. Jeune reporter, il a ainsi aiguisé son regard dans les années 1990 en filmant les ghettos américains ou l'Algérie sous couvre-feu, passant des cités miséreuses des banlieues universelles à la Bosnie ravagée par la guerre.
En décembre 1991, il a participé à la création de l'agence Théopresse fondée par Hervé Brusini, Dominique Tierce, Bruno Le Dref, au sein de la société de production Théophraste fondée et dirigée par Jean-Marie Cavada. Pour Théopresse, il a ainsi pu réaliser l'un de ses tout premiers reportages magazine d'une durée de 15 min, intitulé Moscou, la détresse qui a été diffusé dans l'émission La Marche du Siècle, animée par Jean-Marie Cavada (FR3), en janvier 1992.
Il a ensuite contribué en électron libre à de multiples émissions de reportage magazine durant dix ans : La Marche du Siècle, État d’urgence, Pièces à conviction, Thalassa et Strip-tease sur France 3, 24 HEURES sur Canal Plus, Zone interdite sur M6, Envoyé Spécial, Ça se discute, Un œil sur la planète et Carnets de route sur France 2, Transit et Arte Reportage sur Arte.
De 1997 à 2007, il a également réalisé une cinquantaine de films publicitaires, des spots de 30 à 40 secondes pour la télévision ou le cinéma, mais aussi plusieurs dizaines de programmes courts thématiques (de 1 min 30 s à 4 min) tous financés par des marques ou des annonceurs dont la SNCF, le Printemps, Canal Satellite, La Poste, la Société générale, la Région Île-de-France, Orange, la MDPH, la Sécurité routière. Il est aussi l'auteur et le réalisateur d'un film institutionnel de prévention au travail, intitulé Quand la main choisit son gant, produit par RC1 en 1998 et diffusé depuis par l'INRS.
En 1999, il a commencé à collaborer régulièrement avec l'équipe de 2P2L, société de production fondée par Jérôme Caza, François Pécheux et Stéphane Meunier, dans le cadre des émissions C’est ouvert le samedi et Un monde de brutes ?, diffusées sur Canal Plus.
Après sa découverte en 2000 des Écoguerriers lors d'un tournage en Australie pour Arte Reportage, il a choisi à partir de 2004 de s'investir dans une approche documentaire plus personnelle et subjective, avec pour commencer une série intitulée Premiers secours, un feuilleton du réel filmé en immersion pendant plusieurs mois avec les pompiers de la brigade des sapeurs-pompiers de Paris (BSPP) à la caserne Massena, la plus grande d’Europe. Ce feuilleton documentaire, monté en cinq épisodes de 26 minutes, a été produit en 2003 par 2P2L et diffusé début 2004 sur Arte.
Entre 2005 et 2018, Philippe Borrel écrit et réalise dix films documentaires unitaires de 52 à 96 min,,, qui sont diffusés par Arte, France 5 et Canal Plus en France, mais aussi par Planète en France, par la RTBF en Belgique, la Télévision suisse romande, ou encore par CBC et Télé-Québec au Canada, Canal+ Pologne ou par Yle en Finlande. Trois de ces dix films ont été coécrits avec Noël Mamère. Ils ont été produits par Temps noir,, par Cinétévé, la société de production de Fabienne Servan-Schreiber,,, ou encore par Dissidents la société de production fondée en 1998 par Pascal Dupont.
Ses films sont pour la plupart construits comme des mises en perspective. Philippe Borrel envisage en effet son rôle comme celui d'un « passeur », c'est-à-dire celui qui œuvre pour permettre aux spectateurs de décaler leur regard en changeant de point de vue sur un sujet ou sur le monde.
Depuis 2010, Philippe Borrel a régulièrement travaillé avec Piers Faccini, qui a composé la musique originale de son documentaire La bataille du Libre (87 min, aussi intitulé Internet ou la révolution du partage en version courte 55 min, diffusée sur Arte en mai 2019), mais aussi celles de quatre autres de ses précédents films: Les insurgés de la Terre en 2010, Un monde sans humains? en 2012, L'Urgence de ralentir en 2014 et Un monde sans travail? en 2017.
Depuis que son film Un monde sans fous ? (67 min),,,,,) a été l’objet de plus de 400 projections-débats en France, en Suisse et en Belgique, entre 2010 et 2012,,,,,, Philippe Borrel a continué d'accompagner ses films lors de nombreuses projections publiques que ce soit en France, en Europe et même aux États-Unis, en Guadeloupe ou en Inde et au Népal, où il a été invité en septembre 2015 par le réseau local de l'Alliance française à participer à une tournée de trois semaines avec de multiples projections en version anglaise de ses films Un monde sans humains? aka A World Beyond Humans? et L'Urgence de ralentir aka The Invisible (R)evolutions.
Fin 2019, un financement participatif de 6 390 € a été lancé en ligne à l'initiative de libristes lyonnais dont notamment l'association PLOSS-Auvergne-Rhône-Alpes présidée alors par François Aubriot, afin de pouvoir financer la post-production d'une version anglaise du film La bataille du Libre (87 min) qui sera intitulée Hacking for the Commons,,, à sa sortie internationale à la mi-2020. Grâce à ce Financement participatif en ligne sur HelloAsso,, le film a aussi pu être projeté lors de festivals ou d'évènements publics en Allemagne, au Royaume-Uni, en Turquie, en Inde, en Australie, au Canada et aux États-Unis. Des versions espagnole et arabe du film circulent aussi depuis 2020, adaptées à l'initiative de libristes locaux au Maroc et en Amérique latine.
Au printemps 2022, son documentaire La bataille du Libre (87 min) venait ainsi de dépasser le cap des 300 projections-débats publiques,,,,,,,,, au total depuis janvier 2019 et ce dans 13 pays différents, malgré la pandémie de Covid-19. Ce film a donc été projeté en France, en Belgique, au Luxembourg, en Suisse, en Tunisie et au Burkina Faso, en version française; mais aussi au Royaume-Uni, en Allemagne, en Turquie, en Inde, en Australie, au Canada et aux États-Unis, en version anglaise intitulée Hacking for the Commons (87 min).

## Filmographie
- 1992 : Moscou, la détresse
- 1993 : Chronique d’Octobre en Algérie
- 1993 : SKF, Licenciements minutes
- 1993 : Maintenant papa tape plus
- 1993 : Les Orphelins de Billancourt
- 1994 : Le rêve américain n’existe pas
- 1994 : Le Mur de l’argent
- 1994 : Taslima Nasrin, écrivain maudite
- 1995 : Bouda, une enfance yougoslave
- 1997-2002 : Cartes blanches
- 1997-2002 : Marchés de Jean-Pierre Coffe
- 1997-2002 : C'est tout Coffe
- 2000 : Les Nouveaux Sauvages
- 2000 : Fou de vélo
- 2002 : Quartier des mineurs
- 2003 : Premiers secours
- 2003 : Benjamin Biolay, portrait
- 2004 : Un milliard de bouches à nourrir
- 2005-2009 : Réalisation d'une soixantaine de portraits d'une dizaines de minutes, filmés sur le vif en immersion avec des chefs étoilés, des architectes designers, des créateurs de mode ou des artisans du luxe, en France ou en Europe principalement. Dans Chic, l'émission art de vivre.
- 2006 : Pas en notre nom !
- 2007 : Prison à domicile
- 2007 : On peut tous réussir
- 2007 : Pistés par nos gènes
- 2009 : Alerte dans nos assiettes
- 2009 : Un monde sans fous ?
- 2010 : Les Insurgés de la Terre
- 2012 : Un monde sans humains ?
- 2014 : L'Urgence de ralentir
- 2015 : Stop-djihadisme
- 2017 : Un monde sans travail ?
- 2018 : La Bataille du Libre

### Participation
- 2010 Emmaüs, la force des faibles de Hubert Dubois

## Prix et distinctions
En 1993, Philippe Borrel a reçu le Prix du jeune reporter au Festival international du scoop et du journalisme à Angers pour son reportage de 26 minutes intitulé Les orphelins de Billancourt ,, coréalisé avec Jean-Thomas Ceccaldi et Bertrand Lachat, pour l'émission La Marche du Siècle de Jean-Marie Cavada (FR3).
En 2000, son reportage Fou de vélo, produit par 2P2L et diffusé sur Canal+, a été primé au Festival de films d’aventures de Santander, puis aux Marsiannes de Saint-Marcelin en 2001.
En 2006, son film Pas en notre nom ! a reçu le Prix Olivier Quemener de Reporters sans frontières lors du Festival international du grand reportage d'actualité et du documentaire de société (FIGRA) en 2007, puis une Mention Honorable dans la section « Hors Concours » du documentaire politique et social du Festival international des médias de Banff au Canada, en juin 2007. Il figure enfin parmi les cinq films finalistes du Prix Albert-Londres 2007.
En 2011, son film Un monde sans fous ? a reçu la Clé d'or du Festival ciné vidéo psy de Lorquin 2011.
En 2013, son film Un monde sans humains ? a été sélectionné "hors-compétition" au Festival international de programmes audiovisuels documentaires de Biarritz (FIPA), à Biarritz, puis primé au Calgary International Film Festival (en) 2013 au Canada et enfin récompensé d'un prix spécial du jury au festival ImagéSanté de Liège début 2014. Il a aussi été projeté hors-compétition au festival Résistance(s) à Foix en août 2020.
En 2014, son film L'Urgence de ralentir a été primé au Terra Festival en Guadeloupe, qui lui attribue une mention spéciale « coup de cœur du Jury ». Il a aussi été primé au Festival des Libertés à Bruxelles avec une Mention spéciale du Jury dans le cadre de la compétition internationale en octobre 2014 et élu meilleur film du Green Up Festival 2015 en Belgique. Le documentaire a été sélectionné pour participer à des nombreuses projections-débats : COP21, Symposium Smart Societies à Delhi (Inde) et festivals : Prix Italia dans la section prix Milano Expo 2015 et le 11e festival Sciences en bobines en octobre 2015.
En 2019, son film La bataille du Libre (87 min) a reçu une mention spéciale « coup de cœur du jury » du 15e Terra Festival en Guadeloupe. Il a aussi été sélectionné lors du 15e Festival du Film Vert 2020 en Suisse en tant que film « phare » avec 60 projections publiques sur tout le territoire Suisse, qui ont eu lieu au printemps et à l'automne 2020 du fait des conséquences de la pandémie de Covid-19. Sa version anglaise Hacking for the Commons (87 min), a été sélectionnée par le Sustainable Living Film Festival 2020 à Istanbul en Turquie, le Heidelberg Mathematics and Computer Sciences Film Festival 2021 en Allemagne, sélectionnée en compétition du FILA 2021 (Film Invasion Los Angeles) et du Chicago Indie Film Awards aux États-Unis, finaliste du Vancouver Independent Film Festival au Canada, du Serbest International Film Festival (SIFF) en Serbie, du Dumbo Film Festival à New York et de la 12e édition de lArlington International Film Festival, récompensé d'une mention honorable à lAwareness Festival en 2021 et sélectionné en compétition du World London Film Festival au Royaume-Uni et du LifeArt Film Festival à Los Angeles en Californie en 2022.